# Villebois, Québec
Villebois är en ort i provinsen Québec i Kanada. Den ligger i regionen Nord-du-Québec, i den sydöstra delen av landet, 500 km nordväst om huvudstaden Ottawa. Antalet invånare var 173 vid folkräkningen 2021.